# Double (album)
Pour les articles homonymes, voir Double.
Albums de Lofofora
Dur comme fer
(1999) Le Fond et la Forme
(2003)
Double comprend un album live de Lofofora issu de sa tournée à la suite de Dur comme fer et un album de réorchestration de certains de leurs titres ainsi que de reprises.
L'album live comprend onze titres dont Holiday in France, Macho Blues, Amnes'History ou Les gens. Il s'agit d'extraits de deux concerts donnés à Mulhouse (salle Noumatrouff) et à Montpellier (salle Victoire 2) en novembre 1999
L'album studio a été enregistré par Loïc Boisgirard au studio Praxis à Cagnes sur Mer. Il est composé de la réochestration de trois de leurs anciens titres : Viscéral (paru sous le titre Vice et râle dans l'album Peuh !), Les gens de maintenant (paru sous le titre Les gens dans l'album Dur comme fer), Weedub (paru sous le titre Weedo dans l'album Dur comme fer). En outre, le groupe reprend quatre titres d'autres artistes : Quand on a que la haine d'OTH, Madame rêve d'Alain Bashung, La chanson du forçat de Serge Gainsbourg et Vive ma liberté d'Arno.

## Titres.

### CD1 - Live
1. Au secours
2. Charisman
3. Incarné
4. Les gens
5. Holiday in France
6. Rêve et crève en démocratie
7. Amnes' history
8. Jazz trash assassin
9. Macho blues
10. Arraché
11. 6 milliards

### CD2 - Studio
1. Quand on a que la haine (reprise de OTH)
2. Viscéral (version hot)
3. Madame rêve (reprise d'Alain Bashung)
4. Les gens de maintenant
5. La chanson du forçat (reprise de Serge Gainsbourg)
6. Weedub
7. Vive ma liberté  (reprise d'Arno)